# John Hull
John Hull (1761 a Poulton, Lancashire – 17 de març de 1843 a Londres) va ser un botànic anglès.
L'any 1792 es va doctorar en medicina a la Universitat de Leyden amb una dissertació anomenada 'de catharticis. Es va establir a Manchester, on practicà especialment l'obstetrícia i va esdevenir metge de l'hospital. Entre els anys 1798 i 1801 va publicar diversos informes defensant l'operació de la cesàrea i va practicar la botànica com entreteniment l'any 1799 publicant 'British Flora,' amb una segona edició el 1808 i dos volums 'Elements of Botany' el 1800.
Entre d'altres va crear el gènere d'ericàcies anomenat Calluna.